# Ann Arbor, Michigan
Ann Arbor este un oraș universitar în comitatul Washtenaw Counnty, statul Michigan, SUA. Ann Arbor se întinde pe o suprafață de 71,7 km2. În anul 2010 avea o populație de aproximativ 114.000 de locuitori.

## Istoric
- Universitatea din Michigan

## Personalități născute aici
- Alvin Plantinga (n. 1932), filozof;
- Eric Betzig (n. 1960), chimist, laureat Nobel.